# Inheritance (película)
Inheritance (La herencia, en español) es un thriller estadounidense de 2020 dirigido por Vaughn Stein a partir de un guion de Matthew Kennedy. Protagonizado por Lily Collins, Simon Pegg, Connie Nielsen, Chace Crawford y Patrick Warburton, se estrenó el 22 de mayo de ese año, a cargo de Vertical Entertainment, y recibió críticas generalmente negativas.

## Trama
La película comienza con la muerte de Archer Monroe, el patriarca de una familia con conexiones políticas, rica y poderosa en la ciudad de Nueva York. Su patrimonio se divide entre su familia: Catherine, su esposa; William, su hijo menor, un político que se presenta a la reelección; y Lauren, su hija mayor, la fiscal de distrito de Manhattan . El abogado de la familia, Harold Thewlis, le muestra en privado a Lauren el mensaje de video póstumo que le dejó su padre. En el video, dice que tiene que contarle un secreto que debe llevarse a la tumba. Él la dirige a un búnker subterráneo secreto en la propiedad de la familia. Allí encuentra a un hombre cautivo que se identifica como Morgan Warner, quien dice haber estado preso durante 30 años.
Morgan afirma que era amigo y socio comercial de Archer hasta que una noche, mientras conducían ebrios, mataron a un peatón. Ante la insistencia de Archer, encubrieron el crimen antes de que este tomara prisionero a Morgan para evitar que expusiera el homicidio. En los años siguientes, Archer trató a Morgan como a un confesor y admitió muchos secretos. Como prueba, Morgan dirige a Lauren al lugar donde está enterrado el cuerpo del peatón. Lauren también sigue las pistas de Morgan y encuentra a la amante de Archer desde hace mucho tiempo, con quien tuvo un hijo, así como pruebas de que Archer pagó sobornos para ayudar a que sus hijos fueran elegidos para cargos públicos. Lauren finalmente se convence de liberar a Morgan y, creyendo que fue agraviado, ordena a Harold que abra una cuenta bancaria en el extranjero y alquile un avión privado para que Morgan pueda desaparecer.
Mientras Morgan dormía, Lauren tomó sus huellas dactilares y las envió para su identificación. Al comparar las huellas, el archivo es enviado a la casa de Monroe. Catherine ve el archivo y se aterroriza al ver las fotos de Morgan, a quien identifica como "Carson", afirmando que es un "hombre malvado". Lauren descubre que el vuelo de Morgan nunca salió y que Harold fue asesinado. Cuando Lauren regresa a la casa de Monroe, Carson ha secuestrado a Catherine y la ha llevado al búnker. Carson somete a Lauren y revela que hace treinta años, drogó y violó a Catherine. Archer estaba llevando a Carson a algún lugar para matarlo cuando atropellaron al peatón; además, Carson fue responsable de la muerte de Archer, usando el veneno que Archer tenía la intención de usar con él. Lauren se defiende y, durante su lucha, Carson afirma que es el padre biológico de Lauren antes de que Catherine le quite el arma y lo mate a tiros. Juntas, Lauren y Catherine vierten gasolina por todo el búnker y le prenden fuego, destruyendo toda evidencia del cautiverio de Carson.

## Casting
- Lily Collins como Lauren Monroe
- Simon Pegg como Morgan Warner
- Connie Nielsen como Catherine Monroe
- Chace Crawford como William Monroe
- Michael Beach como Harold Thewlis
- Marque Richardson como Scott Monroe
- Patrick Warburton como Archer Monroe
- Rebecca Adams como Jen Monroe
- Mariyah Francis como Claire Monroe
- Joe Herrera como el detective Emilio Sánchez
- Lucas Alexander Ayoub como Eddie Parker
- Christina DeRosa como Sofía Fiore

## Producción
En noviembre de 2018, se anunció que Simon Pegg y Kate Mara se habían unido al elenco de la película, con Vaughn Stein dirigiendo un guion de Matthew Kennedy. Richard B. Lewis, David Wulf, Dan Reardon y Santosh Govindaraju producirían la película, bajo sus marcas Southpaw Entertainment, WulfPak Productions y Convergent Media, respectivamente. De enero a marzo de 2019, Connie Nielsen, Chace Crawford y Patrick Warburton se unieron al elenco de la película, mientras que Lily Collins se unió para reemplazar a Mara. En abril de 2019, Marque Richardson se unió al elenco de la película.
El rodaje empezó en febrero de 2019 en Birmingham, Alabama .

## Estreno
Estaba programado su estreno mundial en el Festival de Cine de Tribeca el 20 de abril de 2020. Sin embargo, el festival fue pospuesto debido a la pandemia de COVID-19 . Vertical Entertainment y DirecTV Cinema adquirieron los derechos de distribución de la película y la programaron para su estreno el 22 de mayo de 2020.

## Recepción
Inheritance tiene un 24% de comentarios positivos en el sitio web del agregador de reseñas Rotten Tomatoes, basado en 54 reseñas, con un promedio de 4.4/10 . El consenso de los críticos del sitio dice: "Un posible thriller que espera demasiado para abrazar el potencial chiflado de su extraña premisa, esta herencia debe rechazarse rotundamente". En Metacritic, la película tiene una calificación de 31 sobre 100, basada en 16 críticos, lo que indica "críticas generalmente desfavorables".